# Simson ist nicht zu schlagen
Simson ist nicht zu schlagen (Originaltitel: A Fine Madness) ist eine US-amerikanische Filmkomödie von Irvin Kershner mit Sean Connery, Joanne Woodward und Jean Seberg in den Hauptrollen. Drehbuchautor Elliott Baker schrieb auch die Romanvorlage A Fine Madness (1964).

## Handlung
Simson Shillitoe ist ausgebrannt, dem in wohlgeordneten Verhältnissen in Greenwich Village mit seiner Frau lebenden Schriftsteller, Dichter und Frauenheld will partout nichts mehr einfallen. Gattin Rhoda ist von großer Langmut und weiß die Schrullen ihres exzentrischen Ehemannes und Gewaltexzesse mit einiger Langmut zu nehmen. Um seine festsitzende Schreibblockade endlich auflösen zu können, legt sich der von Mal zu Mal streitsüchtiger auftretende Simson, der sich selbst kurz vor einer beginnenden Depression sieht, sogar mit der Polizei an. Die begleitet nämlich einen Schuldeneintreiber im Auftrag seiner ersten Frau, die ausstehende Alimenteforderungen endlich eintreiben lassen will. Einen (mäßig bezahlten) Nebenjob als Büroreinigungskraft verliert Simson auch noch, nachdem er Sex mit der Firmensekretärin hatte. Währenddessen hatte die Teppichreinigungsmaschine das Büro mit Seifenblasen überflutet. Schließlich hat es Simson geschafft, einen Vortragsabend mit einer Dichterlesung seiner Werke in einer Katastrophe enden zu lassen.
Nun endlich greift Rhoda ein, ohne Wissen ihres Gatten. Sie sieht nur noch eine Möglichkeit: Simson muss unbedingt in psychotherapeutische wenn nicht gar psychiatrische Behandlung. Sie kontaktiert den anerkannten Psychiater Dr. West, der ihr versichert, dass er Simson heilen und seine Schreibblockade lösen könne. West solle, so Rhoda, sein Möglichstes tun, um ihren Mann von etwaigen Selbstmordgedanken zu befreien und ihm neuen kreativen Antrieb verschaffen. Anfänglich wenig begeistert von diesem Auftrag, ändert Dr. West rasch seine Meinung, als er Simson das erste Mal sieht und fasziniert von dessen sehr eigenwilligen Persönlichkeit ist. Simson solle sich, so Wests Vorschlag, unbedingt in seine Klinik einweisen lassen, fern von der gewohnten Umgebung und der Hektik der Großstadt, um wieder zu sich und damit auch wieder zu seiner schriftstellerischen Kreativität zurückzufinden. Und so betritt Simson Shillitoe das Sanatorium. Auch Wests Kollege Dr. Menken zeigt sich sehr interessiert an dem Neuankömmling, den er liebend gern als Versuchskaninchen für seine chirurgischen Experimente benutzen möchte, mit denen er hofft, Simsons Wut- und Gewaltausbrüche in den Griff zu bekommen. Rhoda soll Menken in seiner Absicht unterstützen, doch Dr. West und dessen Kollegen Vorbeck und Kropotkin sind vehement dagegen, da dieser Eingriff massive Gefahren für den Patienten mit sich bringe.
Lydia West, die Frau des Klinikarztes, ist mit ihrer Ehe unzufrieden. Während sich ihr Gatte in der Öffentlichkeit als smarter Society-Arzt verkauft, auch in Fernsehsendungen eine gute Figur macht und eine größer werdende (weibliche) Anhängerschaft hinter sich zu scharen weiß, fühlt sich die junge, attraktive Ehefrau von ihm alleingelassen. Per Zufall begegnet sie im Sanatorium Simson, der zwar nicht weiß, dass sie mit Dr. West verheiratet ist, dafür sich aber daran erinnert, dass er sie jüngst bei einer Lesung im Publikum gesehen hatte. Sofort brechen bei dem Autor die alten Verhaltensmuster auf, und er verführt sie. In einem therapeutischen Bad schlafen die beiden miteinander. Als Dr. West auf der Suche nach Simson die beiden heimlich beobachtet, reift in ihm die Erkenntnis, bei der anstehenden Abstimmung bezüglich einer eventuellen Zustimmung zu Menkens chirurgischem Eingriff sein ursprüngliches Abstimmungsverhalten zu ändern und dem Kollegen sein Okay für die Operation an Simsons Schädel zu geben. Lydia will diese delikate Operation im letzten Moment noch verhindern, kommt aber zu spät. Sie sieht ihren Mann mit bandagiertem Kopf.
Als Simson aus der Narkose erwacht, ist seine Stimme zunächst noch sehr schwach, so dass sich sein behandelnder Arzt Dr. Menken zu ihm herunterbeugen muss, um ihn zu verstehen. Das nutzt Simson aus und streckt Menken mit einem Faustschlag ins Gesicht nieder. Die Operation war ein voller Misserfolg, und so wird Simson Shillitoe als nicht geheilt entlassen. Der Schriftsteller kehrt daraufhin nach New York zurück. Als Rhoda von seiner Entlassung hört, eilt sie sofort zu ihrem Gatten. Die Unterhaltsforderungen der ersten Ehefrau sind noch immer anhängig und in seiner aufbrausenden Art will Simson, vor die Wahl gestellt: Zahlen oder ins Gefängnis gehen, einen Beamten verprügeln. Da taucht plötzlich Lydia West auf und begleicht für ihn die geforderte Summe. Lydia erzählt Simson, dass sie ihren Mann verlassen habe und macht Simson unterschwellig klar, dass sie eine Affäre mit ihm beginnen möchte. Rhoda ist außer sich angesichts dieses unmoralischen Angebots und glaubt, ihren Ohren nicht zu trauen, als Simson erwidert, warum man denn nicht eine ménage à trois beginnen könne. Lydia ist über diesen Vorschlag nicht minder schockiert und verlässt wutschnaubend die Szene. Mit Rhoda an seiner Seite geht Simson die Straße entlang, als sie ihm eröffnet, sie sei schwanger. Darauf schlägt Simson auch sie nieder. Ein empörter Mob von Fußgängern prügelt daraufhin auf Simson ein.

## Produktionsnotizen
Simson ist nicht zu schlagen entstand 1965 und wurde am 29. Juni 1966 in New York uraufgeführt. Die deutsche Erstaufführung fand am 7. Oktober 1966 statt.
Jack Poplin entwarf die Filmbauten, Ann Roth die Kostüme.
Connery drehte diese Hollywoodproduktionen zwischen seinen beiden Bond-Filmen Feuerball und Man lebt nur zweimal.

## Kritiken
Die Beurteilungen fielen gemischt bis tendenziell schwach aus. Nachfolgend vier Beispiele:

„Ein Niemandsland irgendwo zwischen Nouvelle Vague und den verrückten Komödien von Old Hollywood.“

Der Movie & Video Guide meinte, dass der Film „eine uneinheitliche, aber manchmal unheimlich lustige Satire“ sei.
Halliwell‘s Film Guide fand, dass der Film eine „uneinheitliche, aktuelle Komödie“ sei, die „darunter leide, zu viele Stimmungsschwankungen“ zu besitzen.

„Der Film ist offenbar als Parodie gemeint, zerschlägt in seiner vordergründig lauten Inszenierung aber jeden Ansatz dazu. Sean Connery spielt den Dichter als klischeehafte Karikatur eines Poeten.“